# METALVERSE
『METALVERSE』（メタルヴァース）は、BABYMETALのマルチバース・プロジェクト。

## 概要
BABYMETALとは異なるプロジェクトで2023年1月に開催された『BABYMETAL RETURNS-THE OTHER ONE-』公演および同年4月に開催された『BABYMETAL BEGINS-THE OTHER ONE-』公演中に出現した。